# 4 de Julho Esporte Clube
El 4 de Julho Esporte Clube és un club de futbol brasiler de la ciutat de Piripiri a l'estat de Piauí.

## Història
El club va ser fundat el 4 de juliol de 1987, d'aquí el seu nom. Els club guanyà el campionat piauiense de manera consecutiva les temporades 1992 i 1993. Repetí triomf, per tercer cop, al campionat estatal el 2011, derrotant el Comercial per 1-0 i 1-1.

## Estadi
El 4 de Julho Esporte Clube disputa els seus partits com a local a l'Estadi Municipal Helvídio Nunes de Barros, anomenat Arena Colorada. Té una capacitat per a 4.000 espectadors.

## Palmarès
- Campionat piauiense:
  - 1992, 1993, 2011